# Ковалик смугастий
Смугастий ковалик (Agriotes lineatus L.) — шкідлива комаха. Поширений в Україні повсюдно. Пошкоджує різноманітні сільськогосподарські культури, особливо кукурудзу, картоплю, овочеві.

## Опис

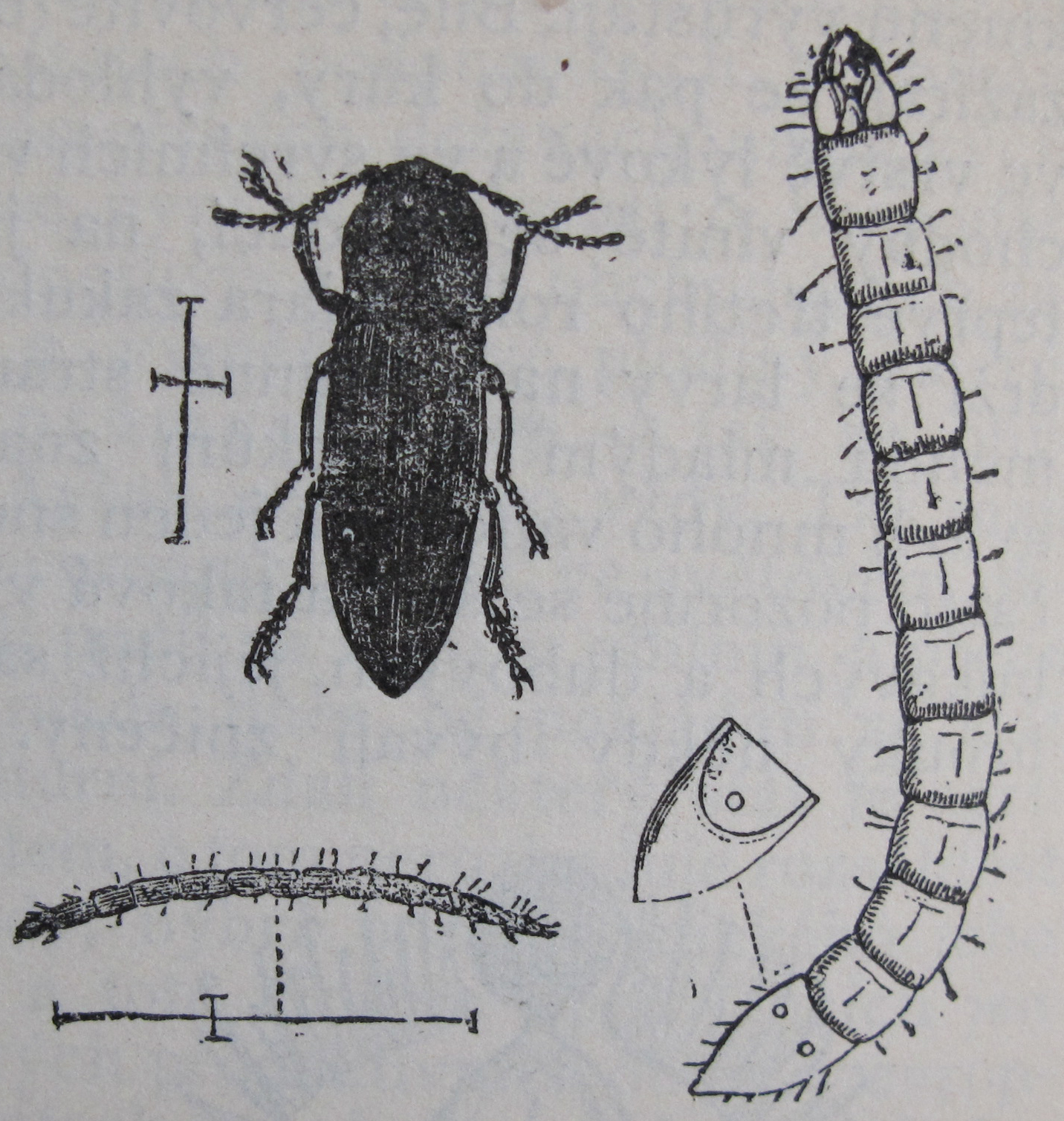
Личинка та імаго ковалика.

Жуки мають видовжене тіло 7-14 міліметрів завдовжки, зверху від жовто- до чорно-коричневого кольору і здатні підстрибувати, видаючи при цьому звук. Личинки (дротяники) мають вузьке червоподібне тонке, циліндричне або плоске жорстке тіло, від жовтого до червоно-бурого кольору з трьома парами однаково розвинутих ніг.

## Екологія
Зимують личинки різного віку у ґрунті на глибині від 25-35 до 70-90 сантиметрів. Навесні, при польовій стиглості ґрунту, вони піднімаються у верхній шар (1-8 см), де живляться набубнявілим насінням, паростками різних рослин, корінцями та підземною частиною стебла озимих. Характерною особливістю для них є вертикальні міграції у ґрунті, тісно пов'язані з гідротермічним режимом орного шару, а також наявністю, видовим складом і станом рослинності. До жовтня — початку листопада личинки перебувають переважно в шарі 3-20 см. Заляльковуються у ґрунті на глибині 10-14 см. Самки відкладають яйця в ґрунт на глибину 2-5 см, плодючість їх 150—200 яєць. Повний цикл розвитку коваликів відбувається в ґрунті і триває 3-5 років.

## Шкодочинність
Шкідлива стадія коваликів — личинка. На кукурудзі шкодочинність їх пов'язана з двома календарно-фенологічними періодами. Після сівби вони виїдають зародок та ендосперм насіння, пізніше — сходи рослин. Важливе значення у зниженні чисельності дротяників — вирощування кукурудзи в сівозміні. Найкращими попередниками, які обмежують їх шкодочинність, є озима пшениця і цукрові буряки. Бажано міжрядні обробки ґрунту пов'язувати з більш уразливими стадіями розвитку коваликів (линяння, відкладання яєць, відродження молодих личинок).